# Concile de Rome (1079)
Pour les articles homonymes, voir Concile de Rome.
Le concile de Rome convoqué en 1079, sous le pontificat de Grégoire VII, condamne l'hérésie de Bérenger de Tours et confirme la présence réelle du Christ dans l'Eucharistie.

## La présence réelle
Bérenger de Tours conteste la présence réelle du Christ dans l'hostie, il ne voit dans l'eucharistie qu'un symbole. Cette hérésie a été condamnée en 1050 au concile de Tours.
Pendant le concile, de nombreux théologiens, dont Bruno de Segni, reprennent les critiques contre Béranger. Albéric du Mont-Cassin s'illustre par sa défense de la doctrine eucharistique. Il est le premier à avoir utilisé le mot substantialiter dans un concile.
À Rome en 1079, Bérenger reconnaît définitivement ses torts, dans une profession signée :

« Moi Bérenger, je crois de cœur et confesse de bouche que le pain et le vin qui sont sur l'autel sont, par le mystère de la prière sainte et par les paroles de notre Rédempteur, changés substantiellement en la chair véritable, propre et vivifiante, et au sang de notre Seigneur Jésus Christ, et qu'après la consécration ils sont le vrai corps du Christ, qui est né de la Vierge, qui, offert pour le salut du monde, a été suspendu à la croix, qui siège à la droite du Père, ainsi que le vrai sang du Christ qui a coulé de son côté, non pas de façon figurative seulement et par la vertu du sacrement, mais dans sa nature propre et dans la vérité de la substance. Comme ce bref exposé le contient, comme je l'ai lu et comme vous le comprenez, ainsi je le crois et je n'enseignerai plus désormais contre cette foi. Que Dieu me vienne en aide et ces saints évangiles de Dieu »

— 11 février 1079
.